# Пшевлокі
Пшевлокі (пол. Przewłoki, нім. Heinrichsthal) — село в Польщі, у гміні Долиці Старгардського повіту Західнопоморського воєводства. Населення — 482 особи (2011).
У 1975—1998 роках село належало до Щецинського воєводства.

## Демографія
Демографічна структура станом на 31 березня 2011 року:
|          | Загалом | Допрацездатний вік | Працездатний вік | Постпрацездатний вік |
| -------- | ------- | ------------------ | ---------------- | -------------------- |
| Чоловіки | 259     | 63                 | 180              | 16                   |
| Жінки    | 223     | 54                 | 141              | 28                   |
| Разом    | 482     | 117                | 321              | 44                   |